# Zasada 4C

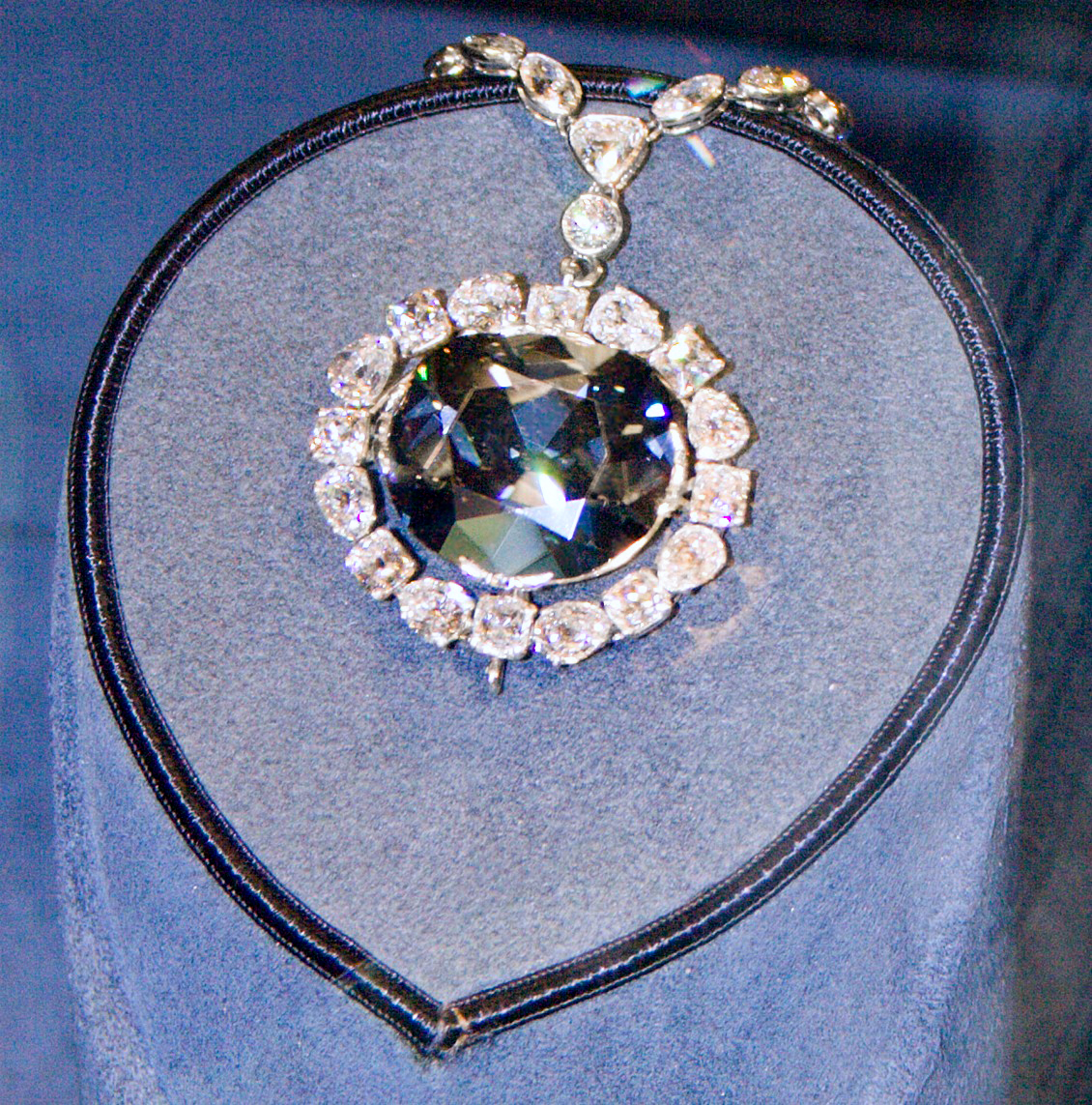
Hope – jeden z największych diamentów na świecie

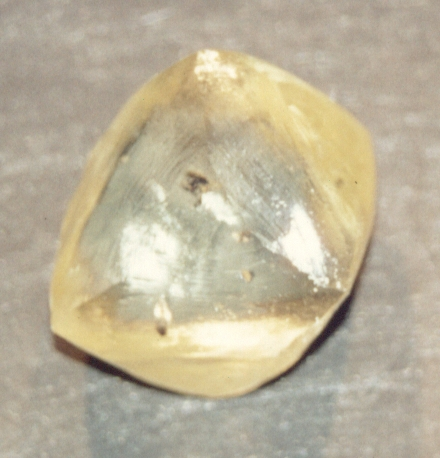
Diament barwy żółtej

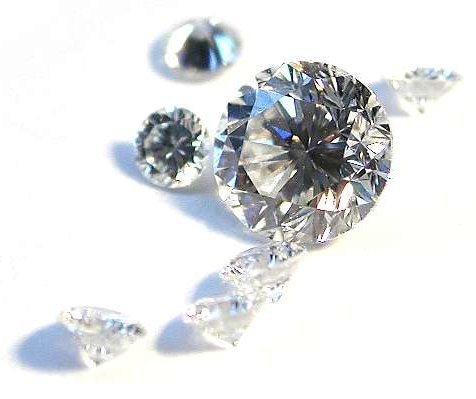
Oszlifowane diamenty - brylanty

Rodzaje szlifów

4C – skrót pochodzący od pierwszych liter czterech angielskich słów:
- carat (karat – jednostka określająca masę),
- colour (barwa),
- clarity (czystość),
- cut (szlif),

które decydują o wartości i jakości oszlifowanego diamentu. Diamenty o wspaniałej barwie, nieskazitelnej czystości, bardzo dobrym szlifie i znacznej masie należą do najrzadszych.

## Pierwsze C – masa
Masę kamieni szlachetnych, w tym także diamentów, określa się w karatach metrycznych (ct). Jeden karat został zdefiniowany jako 200 mg, czyli 0,2 grama. Masę diamentu podaje się z dokładnością do dwóch miejsc po przecinku. Ma ona istotny wpływ na wartość kamienia.

## Drugie C – barwa
Zdecydowana większość wydobywanych diamentów jest zabarwiona. Wyróżnia się diamenty o barwach fantazyjnych, m.in. niebieskiej, różowej, pomarańczowej oraz diamenty o barwach typowych, tzn. od bezbarwnych po różne odcienie barwy żółtej, brązowej lub szarej. Szacuje się, że na 10 tysięcy kamieni o barwach typowych przypada tylko jeden o barwie fantazyjnej. Pośród diamentów o barwach typowych, które oceniane są w skali od D do Z, najrzadsze i najbardziej cenione są kamienie o barwie D, czyli całkowicie bezbarwne. Skala określająca stopień bezbarwności diamentów została ustalona przez Gemological Institute of America i jest powszechnie stosowana. Różnice w typowych barwach diamentów są bardzo subtelne, dlatego stopień bezbarwności określa się w specjalnych warunkach oświetleniowych oraz porównując do wzorców. Używa się przy tym m.in. określeń zimnej bieli oraz ciepłej bieli. Ta skala nie dotyczy diamentów o barwie fantazyjnej.

## Trzecie C – czystość
Diamenty na ogół mają znamiona wewnętrzne (nazywane inkluzjami), jak również znamiona zewnętrzne (zwane skazami), które czynią każdy kamień wyjątkowym i niepowtarzalnym. Znamiona diamentów o czystości P1, P2, P3 rzeczoznawca dostrzeże bez lupy, natomiast znamiona kamieni o czystości SI, VS lub VVS – dopiero przy użyciu specjalistycznej lupy o dziesięciokrotnym powiększeniu. Do najrzadszych należą diamenty o czystości LC, których inkluzje nie są dostrzegalne nawet przy zastosowaniu lupy. O tym, do jakiej klasy czystości diament zostanie przypisany, decyduje m.in. liczba inkluzji i skaz, ich rozmieszczenie, wielkość, łatwość dostrzegania oraz ich wpływ na brylancję.
FL (Flawless) - zupełnie czyste, wolne od charakterystycznych znamion wewnętrznych (inkluzji) oraz znamion zewnętrznych (skaz).
IF (Internally Flawless) - czyste, wolne od znamion wewnętrznych. W specjalistycznym badaniu wykazują jedynie znamiona zewnętrzne.
Wyżej wymienione diamenty są bardzo rzadko spotykane w obrocie.
VVS (Very, Very Small Inclusions) - bardzo, bardzo małe zanieczyszczenia (inkluzje) widoczne tylko pod mikroskopem przy bardzo dokładnym badaniu przez specjalistę.
VS (Very Small Inclusions) - nieznaczne, drobne znamiona wewnętrzne widoczne w badaniu przy dziesięciokrotnym powiększeniu. Niewidoczne gołym okiem. Diamenty te należą do tzw. średniej klasy.
SI (Small Inclusions) - małe inkluzje czyli dostrzegalne znamiona wewnętrzne w badaniu przy dziesięciokrotnym powiększeniu. Kamienie w tej klasie czystości polecane są klientom, którzy szukają równowagi pomiędzy wartością estetyczną pierścionka a ceną. W Polsce to najczęściej spotykane kamienie, osadzane w biżuterii.
I1, I2 oraz I3 (Included) - kamienie o niskiej klasie czystości z zanieczyszczeniami widocznymi gołym okiem przez laika. Diamenty o stopniu czystości poza I3 (lub P3) noszą nazwę odrzutów oraz uważa się, że są poza skalą czystości. Zamiennie w tej klasie używa się oznaczeń P1, P2 oraz P3 (franc. Pique)

## Czwarte C – szlif
Tylko dzięki właściwemu oszlifowaniu diamentu można dostrzec jego wspaniałą brylancję. To zjawisko powstaje w wyniku całkowitego wewnętrznego odbicia i rozszczepienia promieni świetlnych, jak również odbicia światła od zewnętrznych powierzchni (faset). Podczas oceny szlifu dokładnej analizie podlegają kształt, proporcje oraz wykończenie szlifu. Ocenia się je w skali: bardzo dobre, dobre, średnie i słabe. Tylko wyjątkowo starannie wykonany szlif może sprawić, by światło przenikające przez diament uwalniało jego wewnętrzny ogień. Wśród kamieni można wyróżnić kamienie o szlifie brylantowym okrągłym, czyli brylanty, oraz o kształtach fantazyjnych, takich jak: markiza, owal, gruszka, serce.